# Carrera Panamericana
La Carrera Panamericana és un esdeveniment esportiu de cotxes de competició de frontera a frontera en carreteres obertes a México. Es va dur a terme entre 1950 i 1954 i va ser considerada com la carrera de qualsevol tipus més perillosa de tot el món.